# Calomnion brownseyi
Calomnion brownseyi là một loài rêu trong họ Calomniaceae. Loài này được Vitt & H.A. Mill. mô tả khoa học đầu tiên năm 1995.